# Локтев, Сергей Васильевич
Серге́й Васи́льевич Ло́ктев (14 сентября 1894, Рутка, Козьмодемьянский уезд, Казанская губерния — 12 сентября 1973, Волжск, Марийская АССР) — советский финансист, управляющий, административный руководитель. Председатель Горномарийского райисполкома (1943—1946), начальник Йошкар-Олинского городского управления Госбанка (1950—1952). Заслуженный работник культуры РСФСР (1967). Делегат 6-го и 7-го Всероссийских съездов Советов (1918, 1919). Член РКП(б) с 1918 года.

## Биография
Родился 14 сентября 1894 года в д. Рутка ныне Горномарийского района Марий Эл в семье мещанина.
В 1918 году вступил в РКП(б), был уездным военкомом в г. Козьмодемьянске. В 1918 и 1919 годах в качестве делегата принял участие в 6-м и 7-м Всероссийских съездах Советов.
В 1922 году начал финансовую деятельность: до 1923 года — заведующий финансовым отделом Марийского облисполкома. В 1923 году награждён именными часами наркома финансов СССР. В 1923 году переехал в Козьмодемьянск Марийской автономной области: в 1923—1925 годах — заведующий финансовым отделом, в 1925—1927 годах — заведующий агентством Госбанка. В 1927—1928 годах заведовал налоговым управлением Марийского областного финансового отдела.
В 1933 году окончил Ленинградскую финансовую академию. Работал управляющими банками в Астрахани, Петрозаводске (Промбанк).
В 1937 году необоснованно репрессирован: 17 сентября арестован, тройкой при НКВД Карельской АССР 14 апреля 1938 года приговорён к 10 годам заключения в Белбалтлаге. Освобождён 8 апреля 1939 года реабилитирован.
В 1939 году вернулся в г. Козьмодемьянск: до 1943 года — сотрудник лестранхоза, директор плодоварочного завода, начальник отдела Горномарийского райисколкома, в 1943 году был назначен председателем Горномарийского райисполкома, где проработал до 1946 года. В 1950—1952 годах был начальником Йошкар-Олинского городского управления Госбанка, затем управлял отделением Госбанка в Волжске.
В 1967 году удостоен почётного звания «Заслуженный работник культуры РСФСР». Награждён орденами Отечественной войны II степени (1945) и Трудового Красного Знамени (1967, в связи с 50-летием советской власти).
Скончался 12 сентября 1973 года в г. Волжске Марийской АССР.

## Звания и награды
- Заслуженный работник культуры РСФСР (1967)[2][3]
- Орден Трудового Красного Знамени (1967)[2][3]
- Орден Отечественной войны II степени (1945)[2][3]
- Юбилейная медаль «За доблестный труд. В ознаменование 100-летия со дня рождения Владимира Ильича Ленина»
- Почётная грамота Президиума Верховного Совета Марийской АССР (1943, 1944, 1957)[2][3]